# هارون فريمان
هارون فريمان (بالإنجليزية: Aaron Freeman)‏ هو صحفي أمريكي، ولد في 8 يونيو 1956 في كانكاكي في الولايات المتحدة.